# Rhamphidium montanus
Rhamphidium montanus är en bladmossart som beskrevs av Richard Henry Zander 1993. Rhamphidium montanus ingår i släktet Rhamphidium och familjen Ditrichaceae. Inga underarter finns listade i Catalogue of Life.